# Кебас
Кебас — деревня в Грязовецком районе Вологодской области.
Входит в состав Ростиловского муниципального образования, с точки зрения административно-территориального деления — в Ростиловский сельсовет.
Расстояние по автодороге до районного центра Грязовца — 8,7 км, до центра муниципального образования Ростилово — 11,7 км. Ближайшие населённые пункты — Сопелкино, Абанино, Комарово.
По данным переписи в 2002 году постоянного населения не было.